# Martincano
Martincano es una localidad perteneciente al municipio de Aldealengua de Pedraza, en la provincia de Segovia, comunidad autónoma de Castilla y León, España. En 2018 contaba con 26 habitantes.

## Historia
Pertenece a la Comunidad de Villa y Tierra de Pedraza, antaño señorío del duque de Frías. Su nombre hace referencia a su primer poblador llamado Martín Cano.

## Demografía
| 37            | 36 | 31 | 37 | 40 | 37 | 37 | 35 | 31 | 26 | 22 | 23 |
| (Fuente: INE) |    |    |    |    |    |    |    |    |    |    |    |

## Cultura

### Patrimonio
- Iglesia de Nuestra Señora de la Asunción, parroquial del municipio, situada en un cerro al oeste de Martincano, que es el núcleo más cercano a esta, en un paraje llamado Las Pasturas. Es un imponente edificio de estilo románico del siglo XII, declarado Bien de Interés Cultural en 1983;
- Ermita de San José;[4]
- Cañada de la Vera de la Sierra, vía de origen medieval para el ganado trashumante en Castilla;
- Chozos y refugios de ganaderos en las proximidades de la localidad, accesibles desde rutas senderistas.[5]

### Fiestas
- San Roque y Nuestra Señora del Rosario, el 16 y 17 de agosto.[4]